# Hannibal Price
Hannibal Price est un écrivain et homme politique haïtien.   

## Biographie
Il fut secrétaire de la légation haïtienne à Washington DC de 1911 à 1913. Il est retourné en Haïti, où il est devenu conseiller au Bureau national du contentieux. Quelque temps plus tard, le docteur Price a été nommé conseiller d'État, en conjonction avec celui de conseil du conseiller financier américain à Port-au-Prince. 
Du 10 février 1925 au 26 mai 1928 il fut ministre plénipotentiaire à Washington DC. Du 27 novembre 1929 au 27 janvier 1930 il était ministre haïtien de l'Agriculture. Il est reconnu comme l'un des écrivains du mouvement patriotique ou épanouissement du romantisme haïtien de 1870 à 1898 avec son œuvre De la réhabilitation de la race noire par la république d'Haïti.

## Œuvres
- De la réhabilitation de la race noire par la république d'Haïti (1889)